# Ancuyá
Ancuyá là một khu tự quản thuộc tỉnh Nariño, Colombia. Thủ phủ của khu tự quản Ancuyá đóng tại Ancuyá Khu tự quản Ancuyá có diện tích 81 ki lô mét vuông. Đến thời điểm ngày 28 tháng 5 năm 2005, Ancuyá có dân số 14470 người.